# Ron Jacobs
Ron Jacobs (Marion, 27 dicembre 1942 – Makati, 24 dicembre 2015) è stato un allenatore di pallacanestro statunitense.

## Carriera
Guidò le Filippine ai Campionati asiatici del 1985.